# Fallopia aubertii
Renouée d'Aubert, Renouée de Boukhara, Renouée de Chine, Vrillée d'Aubert
Pour les articles homonymes, voir Aubert.
Espèce
Fallopia aubertii, la Renouée d'Aubert, Renouée de Boukhara, Renouée de Chine ou Vrillée d'Aubert, est une espèce de plante ligneuse volubile, de la famille des Polygonaceae, parfois cultivée comme plante ornementale, pour son abondante floraison blanche et sa végétation exubérante. 
Originaire de l’ouest de la Chine, elle fut introduite par Georges Aubert en France en 1899.
Lambinon et al indiquent: « taxon très proche de Falloppia baldschuanica (Regel) Holub…, nom sous lequel il est généralement connu en culture, et peut-être en définitive non distinct spécifiquement de celui-ci ». Les deux espèces sont conspécifiques pour plusieurs botanistes,.

## Nomenclature et étymologie
L’espèce a d’abord été décrite et nommée Polygonium aubertii par Louis Henry, chef de culture au Muséum national d’histoire naturelle en 1907, dans un article publié dans la Revue Horticole 79(4): 82–83. Il y indique « Cette plante est une de celles que m’envoya, au Muséum, le P. Georges Aubert, missionnaire apostolique au Thibet. L’envoi qui contenait le Polygonum m’arriva le 3 avril 1899 avec cette indication: Polygonéé semi-ligneuse, récoltée dans le Su-Tchuen [Sichuan] occidental, aux environs de Ta-Tsien-Lou [aujourd’hui Kangding]. Semées aussitôt, les graines donnèrent un bon nombre de pieds, qui se développèrent rapidement et dont plusieurs, qui avaient alors déjà atteint 4 m, fleurirent dès le commencement d’octobre de la même année. Le Muséum mit la plante en distribution dès l’année suivante (août 1900) sous le nom de Polygonum P. Aubert, Thibet ». Il poursuit par une description botanique de la plante.
En 1971 Josef Holub, un botaniste tchèque, reclasse l’espèce dans le genre Fallopia. Ce genre, défini par Michel Adanson en 1763, est typifié par Polygonum scandens L. 1753. Les espèces de Fallopia sont des plantes grimpantes à inflorescences axillaires à axe simple, au périanthe charnu, et aux stigmates capités.
Le nom de genre Fallopia en latin scientifique est dédié à Gabriele Falloppio, superintendant du jardin botanique de Padoue et anatomiste réputé. Le non redoublement du p dans le nom de genre, s’explique par sa dérivation du nom latin du botaniste Fallopius.
L’épithète spécifique aubertii est dédié au père Georges Aubert (de), missionnaire au Tibet, qui envoya des graines de l’espèce au Muséum de Paris.
L’espèce se nomme en français « Renouée d'Aubert »,, « Renouée de Boukhara »,, « Renouée de Chine » , ou « Vrillée d'Aubert », « Vrillée de Chine ».

## Synonymes
Fallopia aubertii a pour synonymes,, :
- Bilderdykia aubertii (L.Henry) Moldenke
- Polygonum aubertii L.Henry
- Reynoutria aubertii (L.Henry) Moldenke
- Tiniaria aubertii (L.Henry) Hedberg ex Janch.

Fallopia aubertii pourrait être synonyme de Fallopia baldschuanica,,.

## Description

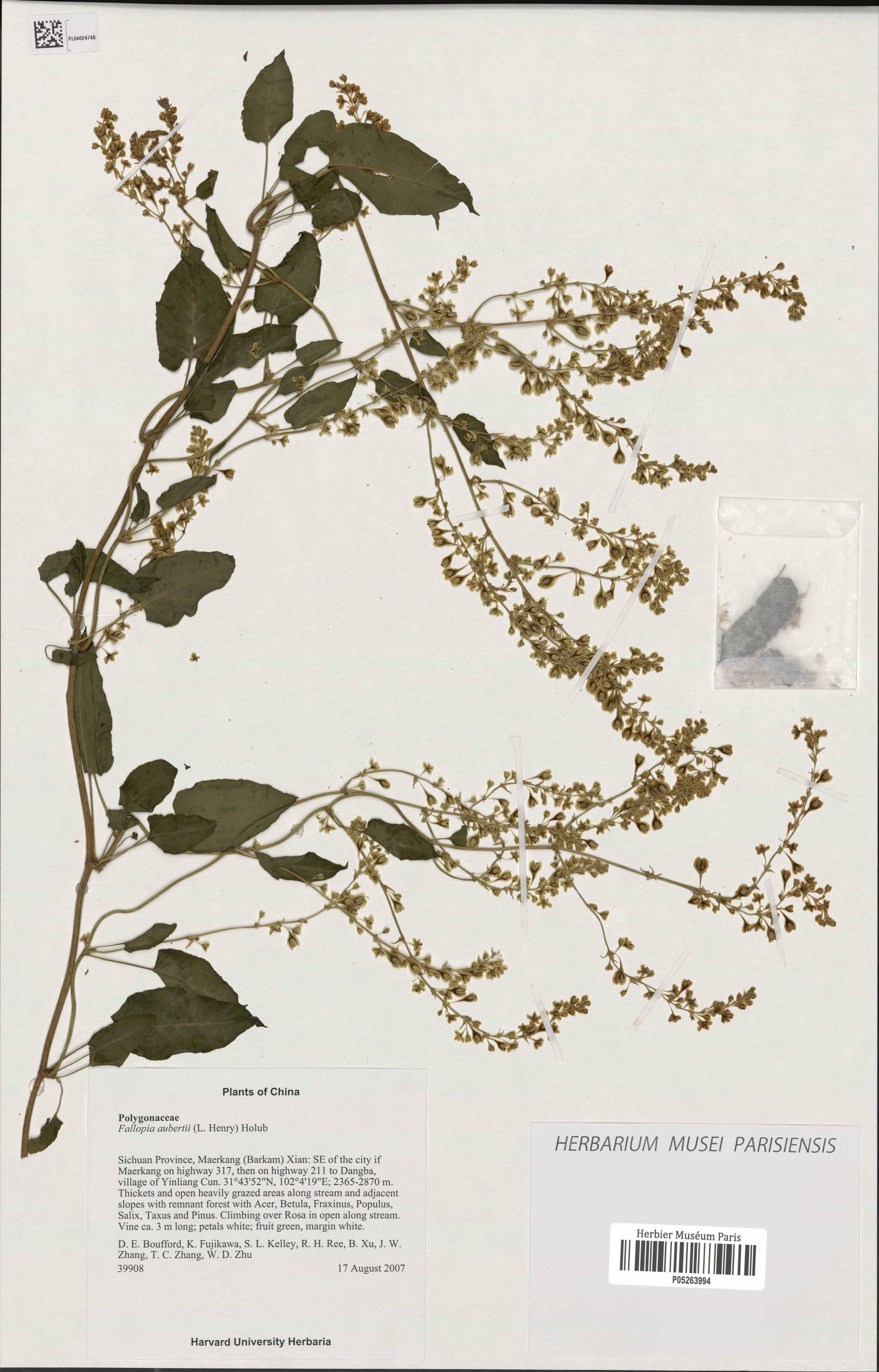
Spécimen de Fallopia aubertii récolté en Chine

Fallopia aubertii, la Vrillée d’Aubert, est une liane semi-ligneuse, volubile, grimpant vigoureusement sur les haies et les arbres. Les tiges de 1 à 4 m de long (Flora of China), s’enroulent de manière dextrogyre sur les supports linéaires. Les rameaux sont glabres et de couleur rouge puis verte. Le descripteur Louis Henry indiquait des dimensions bien plus grande de l’espèce reçue pourtant de Chine en 1899 : « Tiges grêles, volubiles, s’enroulant aux supports, atteignant facilement 6 à 8 mètres de longueur dans la même année ; extrémité herbacée ; partie inférieure finissant par se lignifier, émettant facilement des racines adventives au contact du sol ».
Sur les tiges, les feuilles sont groupées généralement par trois, ou sont parfois solitaires. Le pétiole de 1,5 à 2,5 cm porte un limbe étroitement ovale ou ovale, de 2,5 à 5 cm de long sur 1,5 à 3 cm de large, glabre, à base subcordée, à bord entier et apex aigu. L’ochréa est brun, membraneux, transparent, oblique, déhiscent.
L’inflorescence est une grande panicule lâche, terminale ou latérale, portant des fleurs bisexuelles, blanches ou vert pâle, rosâtres en se fanant. La fleur comporte un périanthe verdâtre ou blanc, en 5 parties ; les 3 tépales externes, accrescents et ailés sur la surface du fruit. Les 8 étamines possèdent un filet dilaté dans leur moitié inférieure. Les 3 styles sont très courts, avec un stigmate capité.
Le fruit est un akène qui reste inclus dans le périanthe persistant, noir, légèrement luisant, ovoïde, trigone, de 3,5–4 mm, densément granuleux.
La floraison a lieu en juillet-août et la fructification en août-septembre.

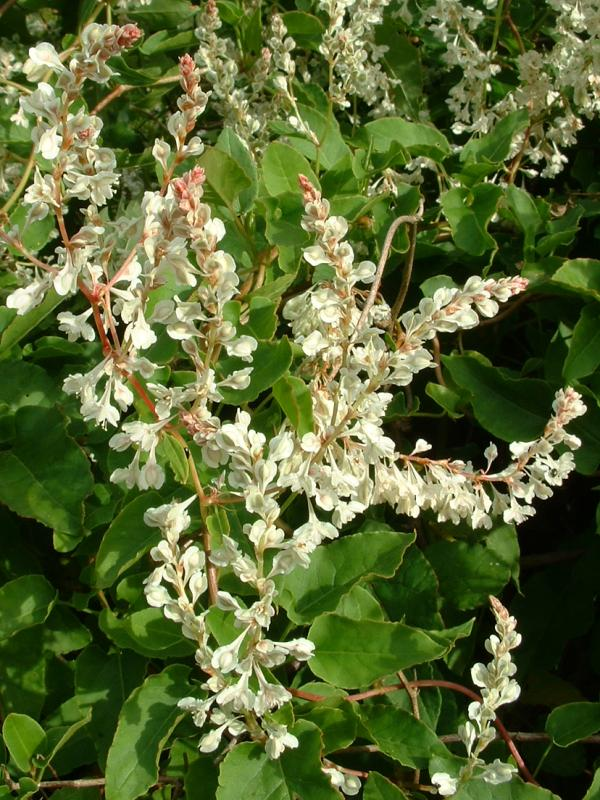
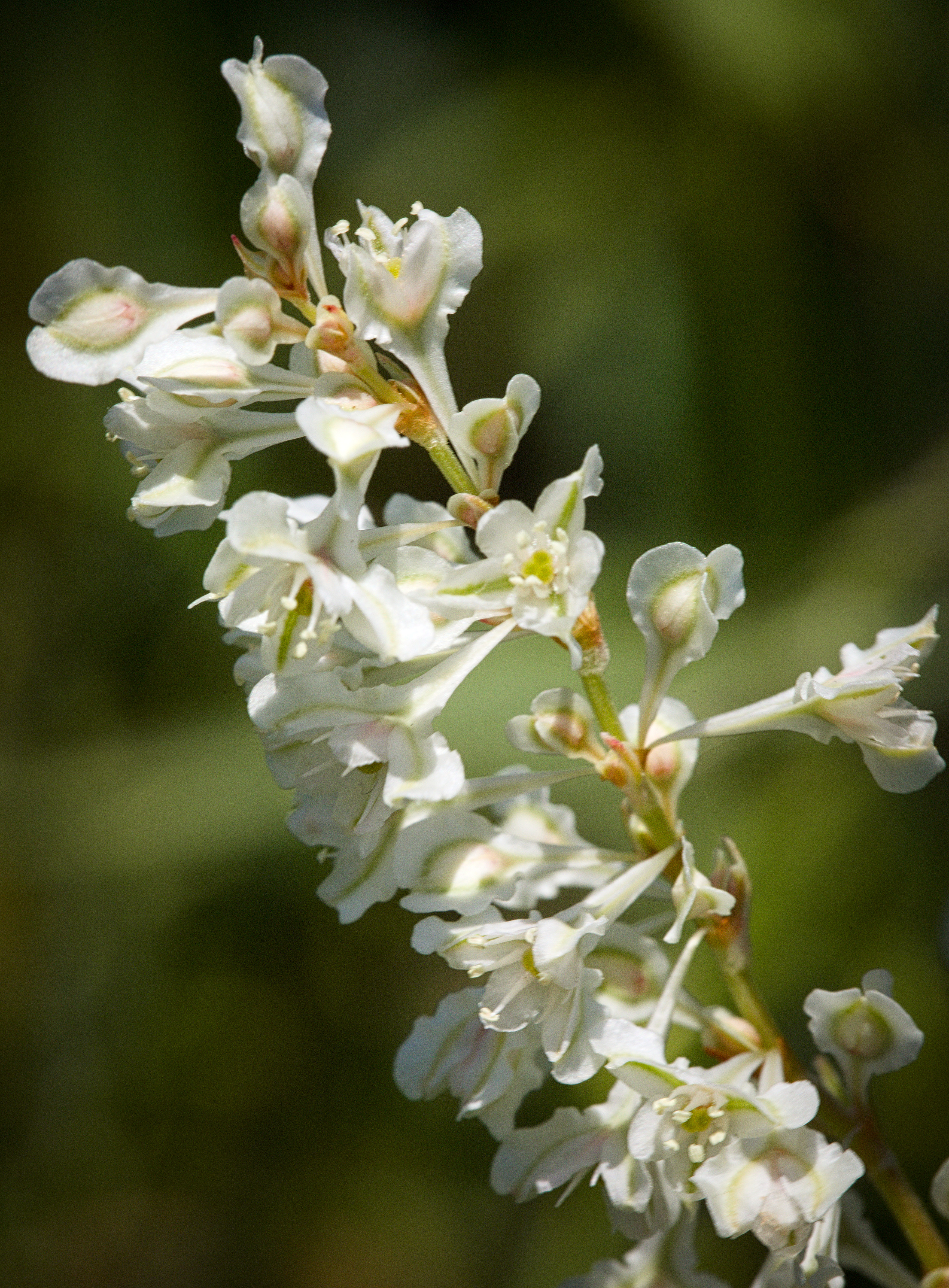
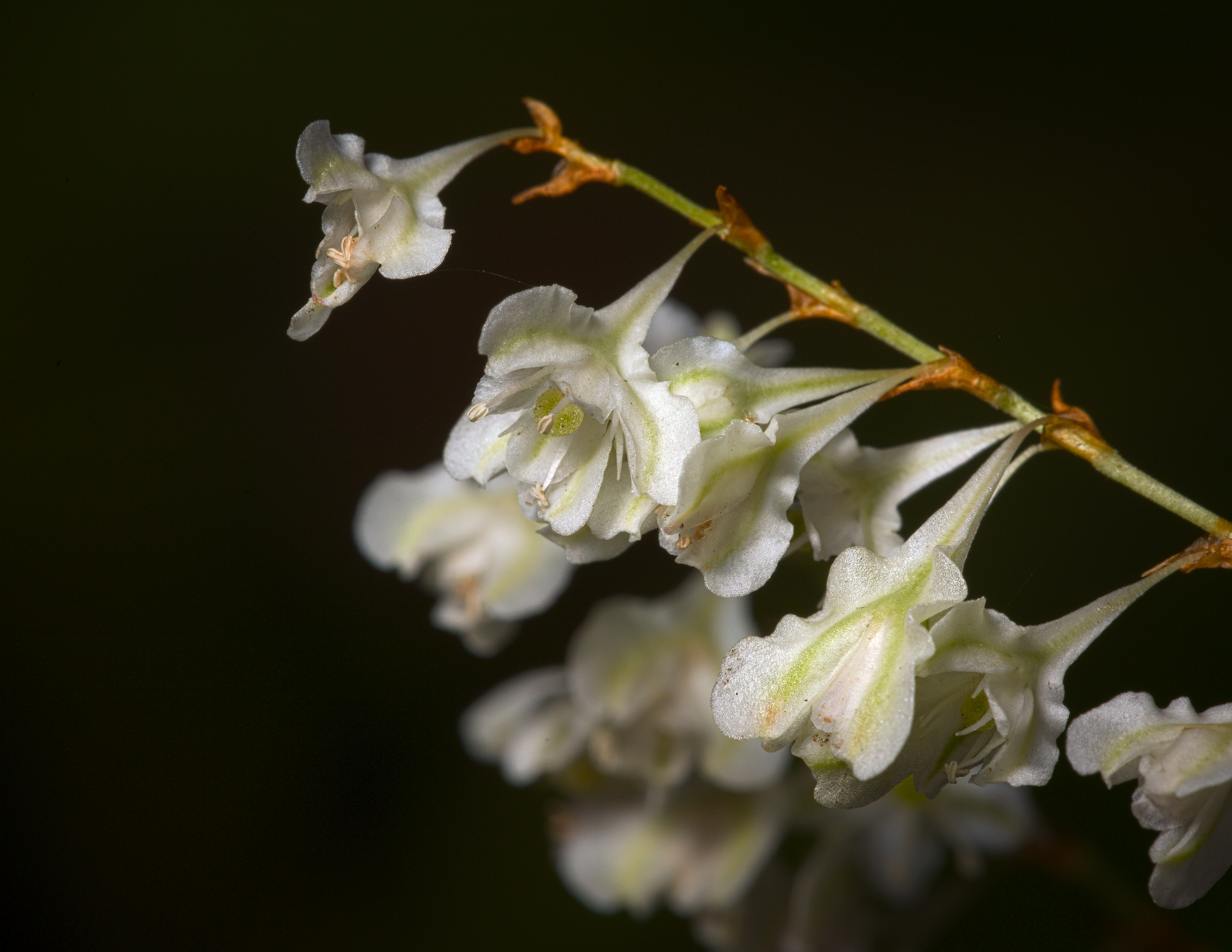
Inflorescence, tépales extérieurs blancs barrés de vert

## Caractéristiques
- Organes reproducteurs :
  - Type d'inflorescence : racème de cymes bipares
  - répartition des sexes : hermaphrodite
  - Type de pollinisation : autogame
  - Période de floraison : Fin printemps début été
- Graine :
  - Type de fruit : akène
  - Mode de dissémination : barochore
- Habitat et répartition :
  - Habitat type : bois caducifoliés médioeuropéens, planitiaires-collinéens, eutrophiles
  - Aire de répartition : introduit (Asie centr.)

Données d'après : Julve, Ph., 1998 ff. - Baseflor. Index botanique, écologique et chorologique de la flore de France. Version : 23 avril 2004. 
C'est une plante originaire de l'ouest de la Chine (Gansu, Guizhou, Sichuan, Yunnan).

## Distribution et habitat
Selon POWO, la vrillée d’Aubert est originaire de Chine (Gansu, Guizhou, Henan, Hubei, ?Hunan, Mongololie intérieure, Ningxia, Qinghai, Shaanxi, Shanxi, Sichuan, Xizang, Yunnan).
Elle a été introduite en Albanie, Bulgarie, Grèce, Hongrie, Golfe du Mexique, Nord-Est du Mexique, Nouvelle-Zélande.
Elle croît sur les pentes, dans les fourrés des vallées, entre 900 et 3 200 m.

## Utilisations
La vrillée d’Aubert est particulièrement adaptée pour recouvrir des pergolas de taille moyenne : un seul pied pouvant servir, à terme, de pare-soleil pour 25 m2 voire plus dans des conditions favorables.
C’est une plante rustique (jusqu’à - 29 °C), solide et sans entretien, qui demandera une taille régulière pour tempérer sa fougue à envahir tous les supports qui s’offrent à elle.

## Autres «renouées» arbustives
- Renouée du Turkestan = Fallopia baldschuanica
- Renouée du Japon